# Ghiacciaio Coppa
Il ghiacciaio Coppa (in inglese Jorum Glacier) è un ghiacciaio situato sulla costa di Oscar II, nella parte orientale della Terra di Graham, in Antartide. Il ghiacciaio, il cui punto più alto si trova 265 m s.l.m., fluisce verso est a partire dal versante centro-orientale dell'altopiano Proibito e, scorrendo lungo il versante settentrionale della dorsale Austa, arriva fino alla baia Borima, nella quale entra a sud-ovest di punta Furen.

## Storia
Il ghiacciaio Coppa è stato mappato dal British Antarctic Survey, che all'epoca si chiamava ancora Falkland Islands and Dependencies Survey, grazie a fotografie aeree scattate durante varie spedizioni della stessa agenzia svolte tra il 1947 e il 1957, ed è stato poi così battezzato dal Comitato britannico per i toponimi antartici in virtù del fatto che la cima del ghiacciaio ha proprio la forma di una larga coppa (in inglese: jorum).